# Trnavská pahorkatina
Trnavská pahorkatina je pahorkatina na Slovensku, část Podunajské pahorkatiny.

## Charakteristika
Tvoří je převážně spraše, které sem byly naváty v dobách ledových, vytvořila se zde hnědozem. Obklopují ji Malé Karpaty na západě, Podunajská rovina na jihu, Dolnovážská niva na východě a Považské podolie na severu. Protékají jí řeky Váh a Dudváh. Leží tu města Trnava, Hlohovec, Piešťany, Vrbové a Nové Mesto nad Váhom. Z hlediska památek a lázeňství se jedná o zajímavou turistickou oblast.